# Aadorf
Aadorf je mjesto u Švicarskoj u kantonu Thurgauu.

## Zemljopis
Nalazi na uzvisini nekoliko kilometara od grada Frauenfelda.

## Povijest
886. godine se prvi put spominje pod imenom Ahadorf, kasnije Oodereff. Ali je mjesto naseljeno već od brončanog doba.

## Stanovništvo
Aadorf je mjesto s oko 8000 stanovnika.

## Arhitektura i znamenitosti
Poznata je rimokatolička crkva Sv. Aleksandra (St.Alexander; njem.).

## Vanjske poveznice
- Službena stranica Aadorfa